# Волгін Іван Тимофійович
Во́лгін Іва́н Тимофі́йович  (рос. Во́лгин Ива́н Тимофе́евич; 20 січня 1923, Нижнєгуторово — 2 березня 1990) — радянський офіцер, Герой Радянського Союзу.

## Біографія
Народився 20 січня 1923 року в селі Нижнєгуторовому (нині Октябрського Курської області) у селянській родині. Росіянин. Закінчив середню школу.
У лютому 1943 року призваний до лав Червоної Армії. У боях німецько-радянської війни з квітня 1943 року. Воював на Центральному фронті. Був комсоргом батальйону 985-го стрілецького полку 226-ї стрілецької дивізії 60-ї армії.
26 вересня 1943 року командир відділення сержант І. Т. Волгін одним з перших подолав Дніпро в районі села Толокунської Рудні Вишгородського району Київської області. У бою на плацдармі особистим при́кладом надихав бійців на розгром ворога.
Указом Президії Верховної Ради СРСР від 17 жовтня 1943 року за мужність і героїзм, проявлені при форсуванні Дніпра і утриманні плацдарму на його правому березі сержанту Івану Тимофійовичу Волгіну присвоєно звання Героя Радянського Союзу з врученням ордена Леніна і медалі «Золота Зірка» (№ 3262).

Могила Івана Волгіна

У 1945 році закінчив Саратовське танкове училище. Член ВКП(б) з 1951 року. З 1971 року полковник І. Т. Волгін — в запасі. Жив у Києві. Помер 2 березня 1990 року. Похований в Києві на Міському кладовищі «Берківцях» (ділянка № 105).

## Нагороди
Нагороджений орденом Леніна, двома орденами Вітчизняної війни 1-го ступеня, медалями.